# Nina Løseth
Nina Løseth (n. 27 februarie 1989, Comuna Ålesund, Provincie a Norvegiei (fylke), Norvegia) este o schioară norvegiană ce participă la Cupa Mondială de Schi Alpin. A debutat la Cupa Mondială în februarie 2006. Primul podium a fost obținut în concursul de slalom de la Zagreb din ianuarie 2015. 
La Campionatele Mondiale din 2007 din Åre, Suedia a fost cea mai bună schioară norvegiană, obținând locul 30 la slalom uriaș și locul al zecelea la slalom. Surorile ei, Lene și Mona sunt de asemenea schioare. 

## Rezultate Cupa Mondială

### Clasări pe sezoane
| Sezon | Vârsta | General | Slalom | Slalom uriaș | Super-G | Coborâre | Combinata |
| ----- | ------ | ------- | ------ | ------------ | ------- | -------- | --------- |
| 2006  | 16     | 116     | 52     | —            | —       | —        | —         |
| 2007  | 17     | 59      | 20     | 44           | —       | —        | —         |
| 2008  | 18     | 37      | 10     | 41           | —       | —        | —         |
| 2009  | 19     | 85      | 30     | —            | —       | —        | —         |
| 2010  | 20     | 101     | 41     | —            | —       | —        | —         |
| 2011  | 21     |         |        |              |         |          |           |
| 2012  | 22     |         |        |              |         |          |           |
| 2013  | 23     | 56      | 24     | 47           | —       | —        | —         |
| 2014  | 24     | 22      | 12     | 17           | —       | —        | —         |
| 2015  | 25     | 23      | 10     | 21           | —       | —        | —         |

### Clasări pe podium
- 3 podiumuri – (1 Slalom Uriaș, 2 Slalom)

| Sezon | Dată        | Oraș               | Disciplină   | Loc |
| ----- | ----------- | ------------------ | ------------ | --- |
| 2015  | 4 ian 2015  | Zagreb, Croația    | Slalom       | 3   |
| 2016  | 13 dec 2015 | Åre, Suedia        | Slalom       | 3   |
| 2016  | 20 dec 2015 | Courchevel, Franța | Slalom uriaș | 2   |

## Rezultate Campionate Mondiale
| An   | Vârsta | Slalom | Slalom Uriaș | Super-G | Coborâre | Combinata |
| ---- | ------ | ------ | ------------ | ------- | -------- | --------- |
| 2007 | 17     | 10     | 30           | —       | —        | —         |
| 2009 | 19     | DNF1   | —            | —       | —        | —         |
| 2011 | 21     |        |              |         |          |           |
| 2013 | 23     | DNF1   | 35           | —       | —        | —         |
| 2015 | 25     | 11     | 11           | —       | —        | —         |

## Rezultate Jocuri Olimpice
| An   | Vârsta | Slalom | Slalom Uriaș | Super-G | Coborâre | Combinata |
| ---- | ------ | ------ | ------------ | ------- | -------- | --------- |
| 2014 | 24     | DNF1   | 17           | —       | —        | —         |